# Ториони
Торио̀ни (на италиански: Torrioni) е село и община в Южна Италия, провинция Авелино, регион Кампания. Разположено е на 645 m надморска височина. Населението на общината е 586 души (към 2010 г.).